# Vadállatok a fedélzeten
A Vadállatok a fedélzeten (oroszul: Полосатый рейс) Vlagyimir Fetyin 1961-ben bemutatott vígjátéka Viktor Konyeckij és Alekszej Kapler forgatókönyve alapján.
Gyerekfilmként nevezték be a Kalkuttai Nemzetközi Filmfesztiválra, ahol díjat is nyert, azonban inkább családi vígjáték, mint kifejezetten gyerekeknek szóló film.
Egy ennyire mulatságos történetnél talán szokatlan fordulat, hogy „megtörtént eseményeken alapul”. Pedig Viktor Konyeckij forgatókönyv író elmondása szerint fiatalabb korában tanúja volt egy esetnek, amikor hajóval a Murmanszki Cirkusz megbízásából három jegesmedvét szállítottak a Vrangel-szigetről. Útközben az egyik mackó kiszökött a ketrecéből, és a fedélzeten sétálgatott az emberek legnagyobb rémületére. Végül tűzoltófecskendők erős vízsugarával sikerült a medvét visszaterelgetni a kuckójába. Innen az ötlet, és még a tűzoltófecskendő is kapott némi szerepet a történetben.

Margarita Nazarova a film jelenetében

A filmet eredetileg is a kapitány unokahúgát, Mariannát alakító Margarita Nazarova, világhírű cirkuszművész, idomár köré akarták felépíteni.

## Cselekmény
|  | Alább a cselekmény részletei következnek! |

Gleb Sulejkin, az odesszai cirkuszban dolgozik, mint büfés. Kolléganőjének elmond egy hihetetlen, de néhány évvel korábban a valóságban is megesett történetet. Pár éve büfésként dolgozott egy trópusi ország szovjet kereskedelmi kirendeltségén, de nagyon megviselte a forró klíma és a gyomra is a rendetlenkedett a helyi viszonyok miatt, így elhatározta, hogy a lehető legrövidebb időn belül hazaköltözik. 
A hazatéréshez belátható időn belül egyetlen teherhajó jöhet csak szóba, ami tíz tigrist és egy oroszlánt is szállít, egyelőre hozzáértő gondozó nélkül, mivel az eredeti gondozó maláriás lett. A hajón dolgozik még konyhai mindenesként Marianna, a kapitány kissé vadóc és nehezen kezelhető unokahúga és Oleg Petrovics, a kimért, egy korábbi csalódás és az annak következtében történt hajóbaleset miatt kapitányból lefokozott, nőgyűlölő első tiszt is, akibe Marianna titokban szerelmes. Mivel a tiszt semmibe veszi, ott gonoszkodik vele, ahol csak tud.  
Az állatkereskedő javaslata, Sulejkin adja ki magát állatgondozónak, semmi kockázat, hiszen csak etetnie kell a végig ketrecbe zárt állatokat, így azonnal elutazhat haza. Noha a vadállatokhoz egyáltalán nem ért, végül lelkiismerete ellenére, muszájból csak rááll, hogy Odesszáig állatgondozó legyen. A kapitány már az első alkalommal kissé gyanakodni kezd Sulejkin sajátos etetési stílusa láttán, a legénység pedig akkor, amikor ismeretterjesztő előadásra kérik fel, és ő a tigris anatómiáját taglalva a tigrisek sonkájáról, csülkéről, diójáról és egyebéről kezd halandzsázni kínjában.
Eddig a dolog rendben is volna, ám az állatkereskedő ráadásajándékáról, egy a hajón elrejtőzött és észrevétlenül tevékenykedő, bajkeverő fiatal csimpánzról mindenki megfeledkezett. A hajón egyre szaporodnak a furcsa események, melyeknek semmi látható oka. A gyanú Mariannára terelődik, amiért szobafogságot kap. A jószágot végül elkapják, a kapitány parancsára tengerbe kell dobni. A zord első tiszt jelenti is, hogy a parancsot teljesítette, ám attól fogva ő rejtegeti a csimpánzt. 
Ám a csibész majom – igaz, némi félreértés folytán – sorra kinyitogatja a tigrisek és oroszlánok ketreceit, ezzel végképp elszabadul a pokol a békés teherhajón. Rádión azonnali segítséget kérnek és állatidomárt rendelnek, ám a helikopteren érkező idomár le sem mer lépni a fedélzetre, mivel ő csak szelíd vadállatokhoz van szokva, ezek meg vad vadállatok. A kormányfülkébe szabadult majom miatt a hajó kis híján zátonyra fut, teljes a zűrzavar, amikor kiderül, a hajón Marianna az egyetlen ember, aki tökéletesen szót ért a vadállatokkal. Visszatereli őket a ketrecekbe, s mire megérkeznek haza, az első tiszt szívét is meglágyítja. 
Sulejkin története itt véget is ér. A meghatódottságtól szipogó kolléganő kérdezi, és mi lett a történet folytatása. A büfés csak annyit mond, jöjjön velem, majd a rámutat a nézőtéren ülő Mariannára, aki már a cirkusz állatorvosa és férjére, Oleg kapitányra. 
|  | Itt a vége a cselekmény részletezésének! |

## Szereplők
- Gleb Sulejkin, büfés, de kénytelen állatidomárnak tettetni magát – Jevgenyij Leonov (Harkányi Endre)
- Marianna, a hajó mindenese, a kapitány kissé vadóc és nehezen kezelhető unokahúga – Margarita Nazarova (Gyurkovics Zsuzsa)
- Vaszilij, a hajó kapitánya – Alekszej Gribov (Szabó Ottó)
- Oleg Petrovics, kimért és szigorú első tiszt – Ivan Dmitrijev (Mécs Károly)
- Motya – Vjacseszlav Szirin (Gyabronka József)
- Mitya Knis – Alekszej Szmirnov (Verebes Károly)
- Rádiós – Alekszej Kozsevnyikov (Kovács István)
- Hajószakács – Arkagyij Truszov (Kovács Gyula)
- Fedélzetmester – Vlagyimir Belokurov (Horkai János)
- Állatkereskedő – Nyikolaj Volkov (Kaló Flórián)
- Helikopterrel érkező oroszlánidomár – Alekszandr Benyiaminov

## Díj
- 1973 – A gyerekfilmek Kalkuttai Nemzetközi Filmfesztiválján a film elnyerte a „Silver Award”-ot.

## Fordítás
- Ez a szócikk részben vagy egészben  a(z)   Полосатый рейс című orosz Wikipédia-szócikk ezen változatának fordításán alapul.  Az eredeti cikk szerkesztőit annak laptörténete sorolja fel. Ez a jelzés csupán a megfogalmazás eredetét és a szerzői jogokat jelzi, nem szolgál a cikkben szereplő információk forrásmegjelöléseként.